# Нова-Бандейрантис
Нова-Бандейрантис (порт. Nova Bandeirantes) — муниципалитет в Бразилии, входит в штат Мату-Гросу. Составная часть мезорегиона Север штата Мату-Гроссу. Входит в экономико-статистический микрорегион Алта-Флореста. Население составляет 3251 человек на 2006 год. Занимает площадь 9531,206 км². Плотность населения — 1,0 чел./км².

## История
Город основан 11 августа 1982 года. 

## Статистика
- Валовой внутренний продукт на 2003 год составляет 45 541 194,00 реалов (данные: Бразильский институт географии и статистики).
- Валовой внутренний продукт на душу населения на 2003 год составляет 5362,20 реала (данные: Бразильский институт географии и статистики).
- Индекс развития человеческого потенциала на 2000 год составляет 0,702 (данные: Программа развития ООН).